# Мостиська (пункт контролю)
49°47′46″ пн. ш. 23°9′37″ сх. д. / 49.79611° пн. ш. 23.16028° сх. д.
Мости́ська — пункт контролю через державний кордон України на кордоні з Польщею.
Розташований у Львівській області, Мостиський район, у місті Мостиська (автошлях М11) на однойменній залізничній станції. З польського боку розташований пункт контролю «Перемишль» у місті Перемишль.
Вид пункту пропуску — залізничний. Статус пункту пропуску — міжнародний.
Характер перевезень — пасажирський, вантажний.
Окрім радіологічного, митного та прикордонного контролю, пункт контролю «Мостиська» може здійснювати санітарний, фітосанітарний, ветеринарний та екологічний контроль.
Пункт контролю «Мостиська» входить до складу митного посту «Мостиська» Львівської митниці. Код пункту пропуску — 20909 03 00 (12).